# Charentais-Melone

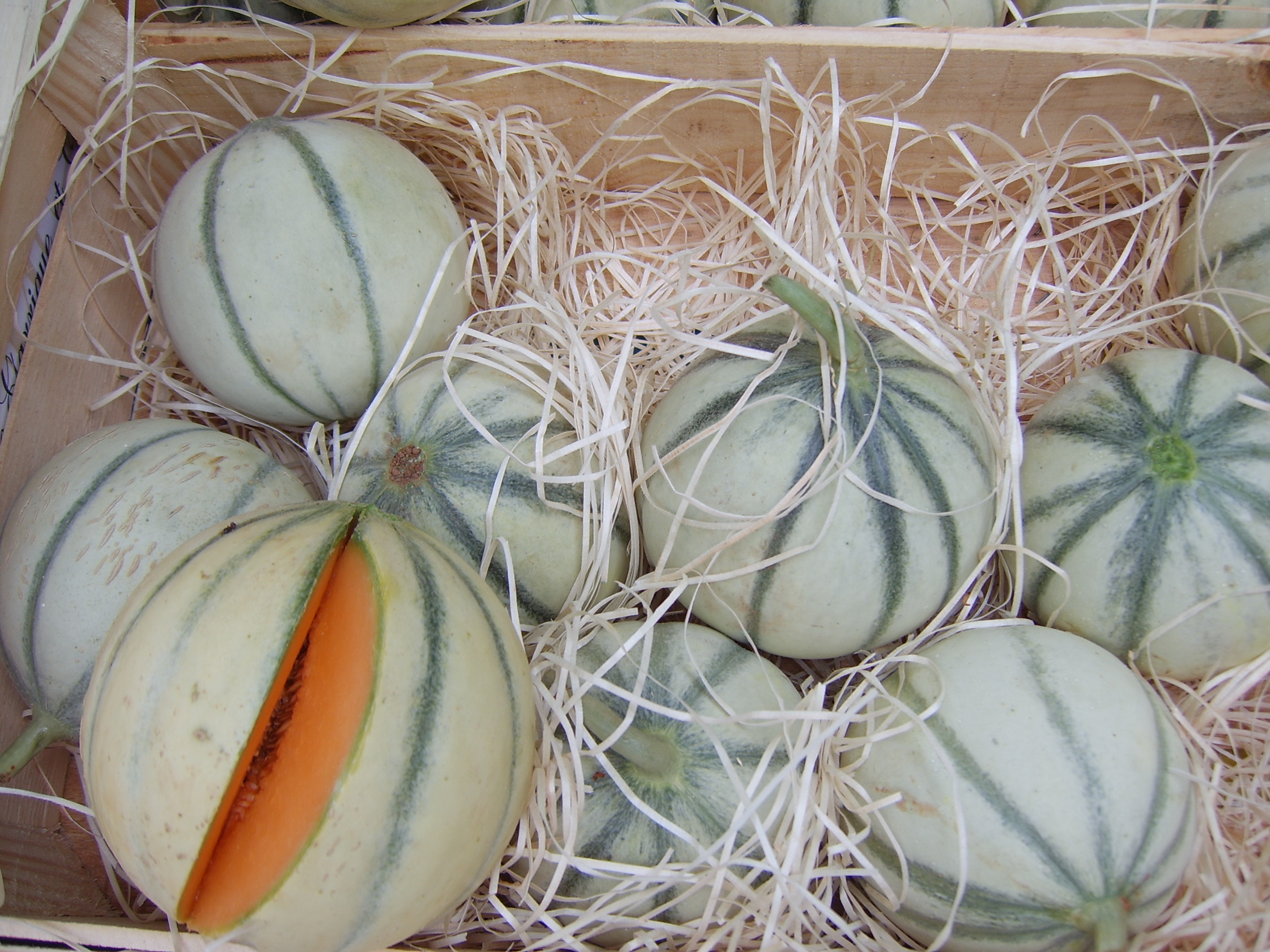
Charentais-Melonen

Die Charentais ist eine Melonensorte. Sie ist eine Zuchtform der ursprünglichen europäischen Cantaloupe-Melone (Cucumis melo var. cantalupensis), die wiederum eine Varietät der Zuckermelone (Cucumis melo) ist.
In Frankreich wird sie zumeist als „Melon de Cavaillon“ bezeichnet.

## Beschreibung
Die Frucht hat etwa dreizehn Zentimeter Durchmesser. Die Schale ist hellgrün mit dunklen Streifen und glatt oder auch genetzt, das Fruchtfleisch ist orange. 
Neben dem Aussehen unterscheidet sich die Charentais von der Amerikanischen Cantaloupe-Melone oder der Australischen Varietät Reticulatus (Rockmelon) vor allem durch einen kräftigeren Geruch und eine schnellere Reife.
Der Geschmack der Charentais ist melonig frisch und mittelsüß. Das Hauptanbaugebiet der Charentais-Melone ist Frankreich.